# Mitrella aurantiaca
Mitrella aurantiaca är en snäckart som först beskrevs av Dall 1871.  Mitrella aurantiaca ingår i släktet Mitrella och familjen Columbellidae. Inga underarter finns listade i Catalogue of Life.